# Otto Christian Schmidt
Otto Christian Schmidt (24 juin 1900, Berlin - 1951) est un botaniste allemand.

## Quelques publications
- Otto Christian Schmidt 1931 Die marine Vegetation der Azoren in Ihren Grundzügen dargestellt. Bibliotheca Botanica 102. Éditeur E. Schweizerbart, 116 pp.
- Otto Christian Schmidt 1929 Algae and Related Subjects: - Collected Works.
- Otto Christian Schmidt 1928 Die Algenvegetation Helgolands. Vol. 5 Et 19 de Vegetationsbilder (Jena). Éditeur Fischer, 6 pp.
- Otto Christian Schmidt 1923 Beiträge zur Kenntnis der Gattung Codium Stackh,&c. Bibliotheca botanica 91. 67 pp.